# Juan Carlos Bravo Salazar

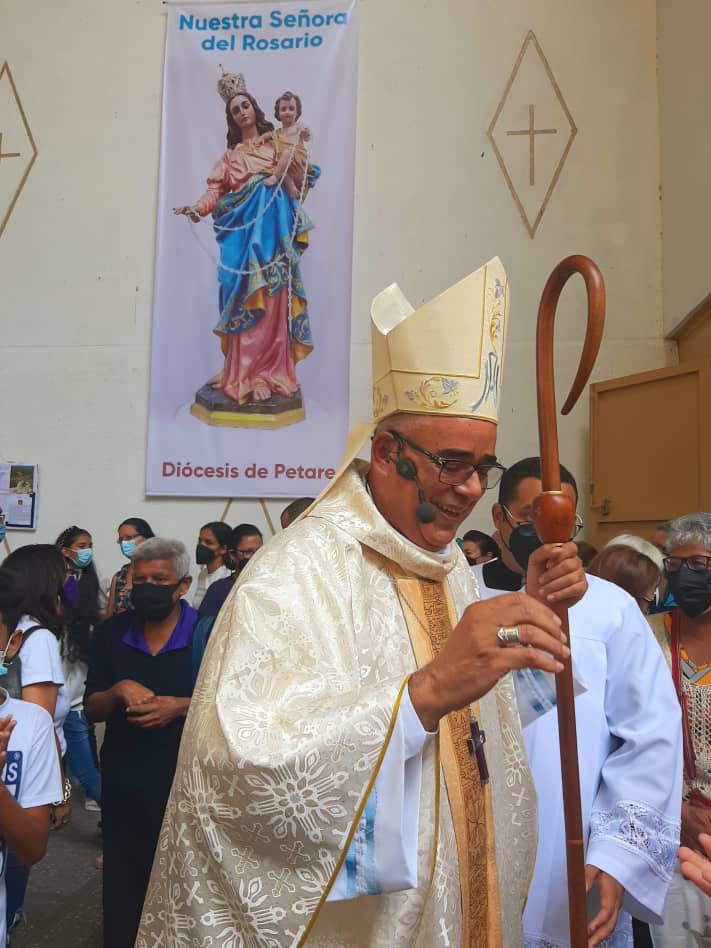
Juan Carlos Bravo Salazar, 2023

Juan Carlos Bravo Salazar (* 2. November 1967 in El Pilar, Bundesstaat Sucre, Venezuela) ist ein venezolanischer Geistlicher und römisch-katholischer Bischof von Petare.

## Leben
Juan Carlos Bravo Salazar empfing am 28. November 1992 das Sakrament der Priesterweihe für das Bistum Ciudad Guayana.
Am 10. August 2015 ernannte ihn Papst Franziskus zum Bischof von Acarigua-Araure. Die Bischofsweihe spendete ihm der Erzbischof von Maracaibo, Ubaldo Ramón Santana Sequera FMI, am 31. Oktober desselben Jahres. Mitkonsekratoren waren der Bischof von Ciudad Guayana, Mariano José Parra Sandoval, und Ángel Francisco Caraballo Fermín, Weihbischof in Maracaibo.
Am 16. November 2021 ernannte ihn Papst Franziskus zum ersten Bischof des mit gleichem Datum errichteten Bistums Petare. Die Amtseinführung fand am 10. Januar des folgenden Jahres statt.